# フランツ・フォン・レンバッハ
フランツ・フォン・レンバッハ（Franz Seraph Lenbach、1882年に爵位を得て Ritter von Lenbach 、1836年12月13日 - 1904年5月6日）は、ドイツの画家である。貴族、芸術家、企業家などの肖像画家として知られる。豊かな家の出身で「貴公子画家」（alerfürst）と
呼ばれた。

## 略歴
バイエルン王国ノイブルク＝シュローベンハウゼン郡のシュローベンハウゼンに生まれた。父親は南チロル出身で、姓のスペルが"Lempach"と綴られていた。建設会社をつくり成功し、首長も務めた人物である。
ランツベルク・アム・レヒの学校で学んだ後、ランツフートの商業学校で学び、1851年から1852年までミュンヘンで彫刻家のアンゼルム・シッキンガー（de:Anselm Sickinger）に学んだ。父親が没し、実家の事業を手伝うために故郷に戻った。しばらく故郷にとどまった後、アウブスブルク応用科学大学（de:Augsburg University of Applied Sciences）に入学し、余暇に絵を描くようになり、画家になる決心をしミュンヘン美術学校で学び、歴史画家のヘルマン・アンシュッツ（Hermann Anschütz）の指導を受けた。
ミュンヘン美術学校で、カール・フォン・ピロティ（Karl Theodor von Piloty）の指導を受ける頃には、熟練した画家になっており、1858年にミュンヘンのガラス王宮（de:Glaspalast）の展覧会に出品し、旅行奨学金を獲得し、ピロティとローマを訪れ、パリとブリュッセルも訪れた。最初の肖像画の注文も得られた。
ミュンヘンに戻ると、ワイマールに新設されたザクセン公国の美術学校の教授の位置が提供され、戸外への写生旅行で学生を指導した。2年ほどで教授を辞め、1863年に、新しいパトロンの支援でイタリアに旅した。1866年にミュンヘンに戻り、翌年のパリ万国博覧会で金賞を獲得し、弟子のエルンスト・フリードリヒ・フォン・リプハルト（Ernst Friedrich von Liphart）とスペインを訪れ、1年間、滞在し、スペインの巨匠の作品の模写を行った。1869年のガラス王宮の展覧会で金賞を受賞し、人気が高まり、1870年以降は1873年恐慌の影響の小さかったウィーンをしばしば訪れ、肖像画を描いた。
1865年から1876年の間はエジプトを訪れ、影響を受けた。1882年にバイエルン王国から功労章を受勲し、貴族の称号を与えられた。翌年ローマに滞在し、1885年に教皇、レオ13世の肖像画の製作を依頼された。教皇が多忙であったため写真をもとに肖像画が描かれた。1887年にローマを離れ、ミュンヘンに戻った。この年、マグダレナ・モルトケと結婚した。
1890年代までに肖像画家が写真をもとに肖像画を描くのは普通になっていたが、多くの注文をこなすために、助手一人が、未完成の絵を、学生に仕上げさせてレンバッハの作品として依頼主に渡したことでスキャンダルになった。1896年に妻の不倫により離婚し、後に作曲家の娘と再婚した。
保守的なミュンヘン芸術家組合（de:Münchner Künstlergenossenschaft）から多くの画家が脱退して、ミュンヘン分離派が出来た時には参加しなかった。1902年にフランス政府から、レジオンドヌール勲章を受勲した。同じ年、心臓病を発症し、2年後ミュンヘンで没した。

## 作品

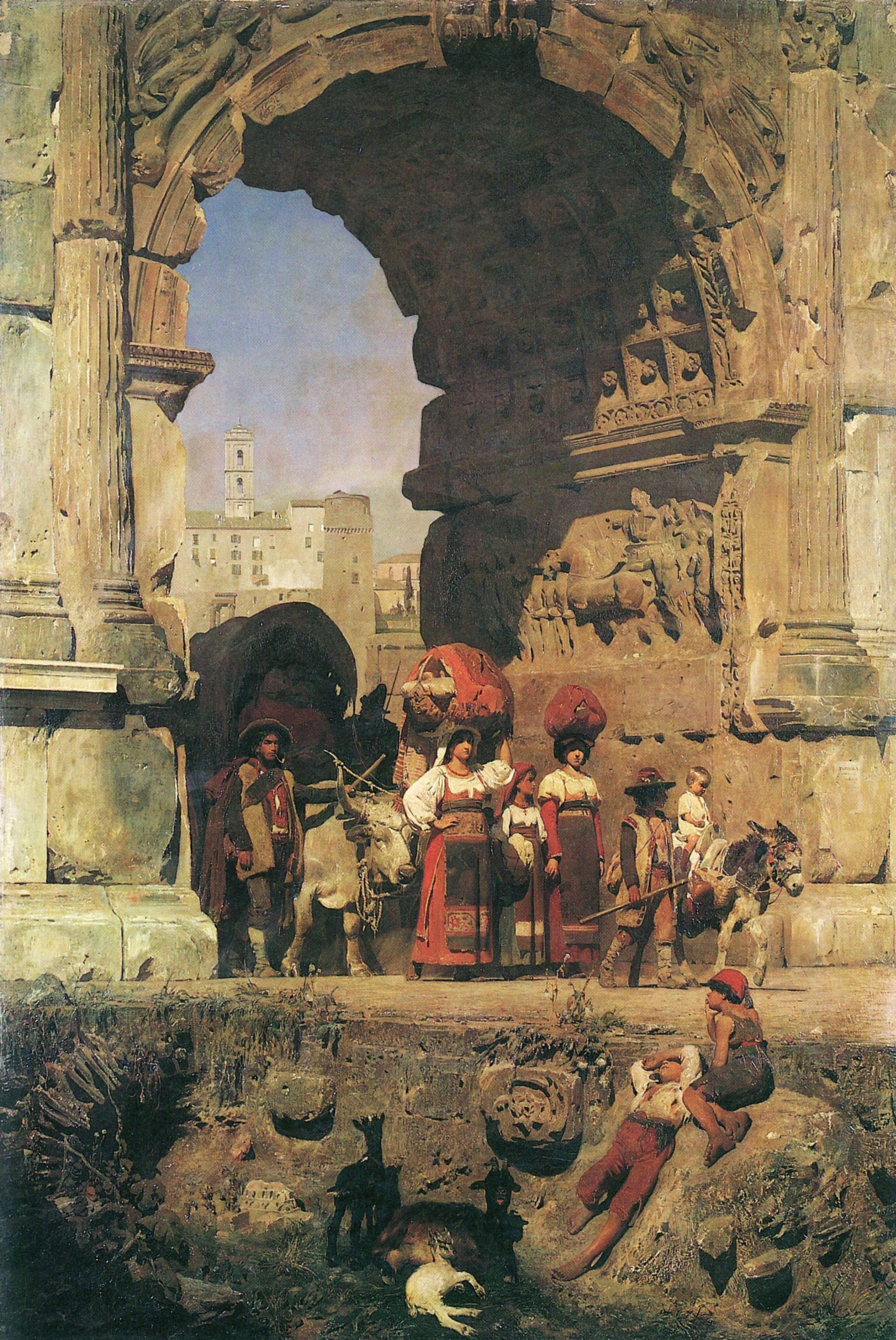
ティトゥスの凱旋門 (1860)
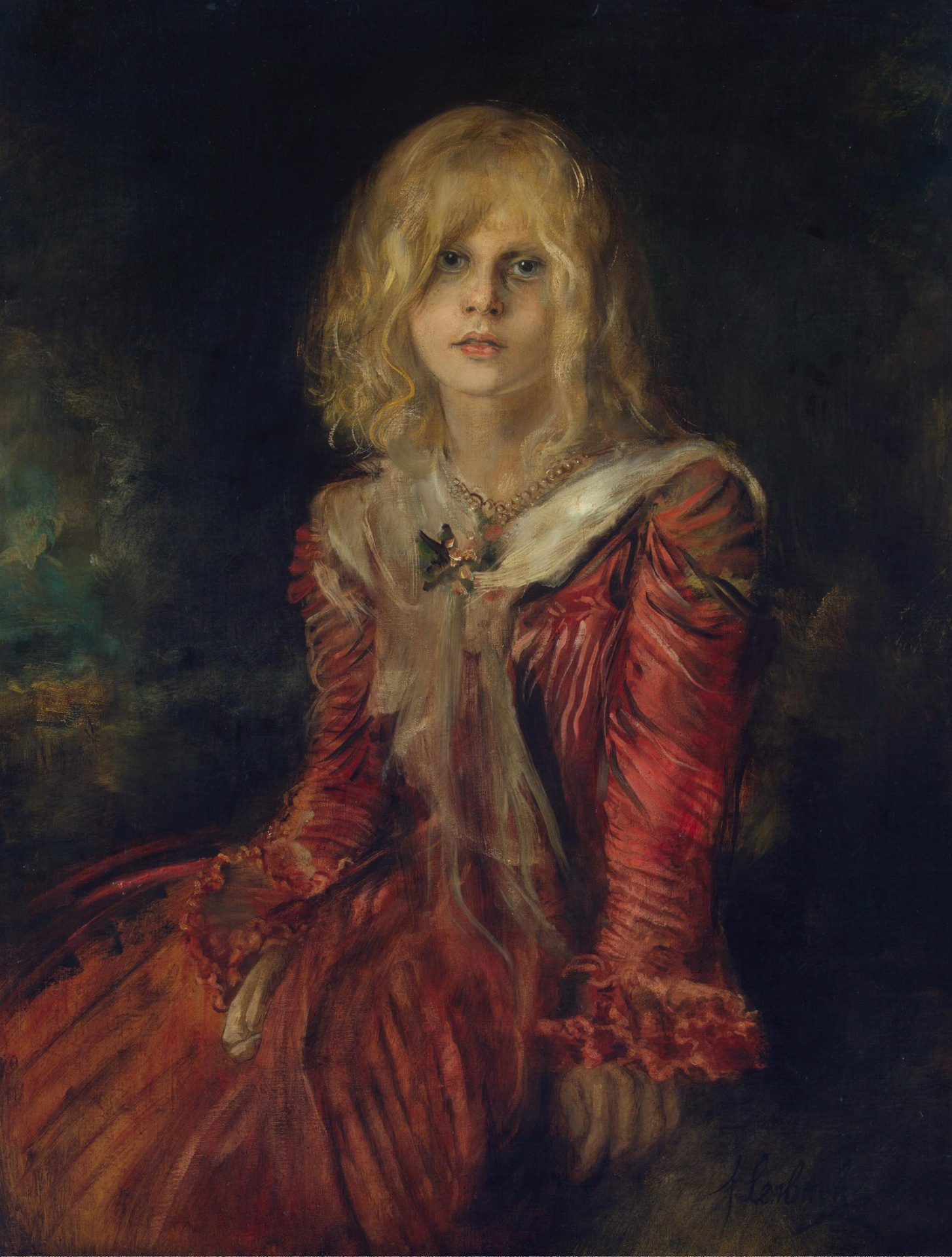
マリオン・レンバッハの肖像（1901）
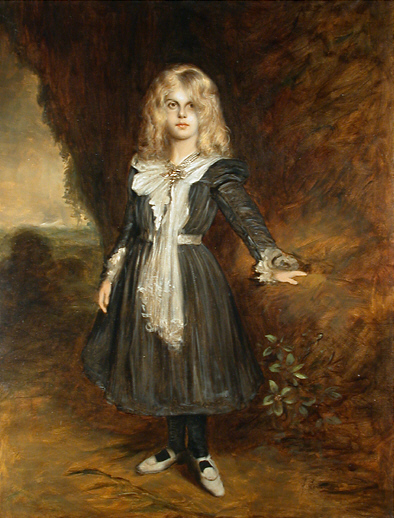
マリオン
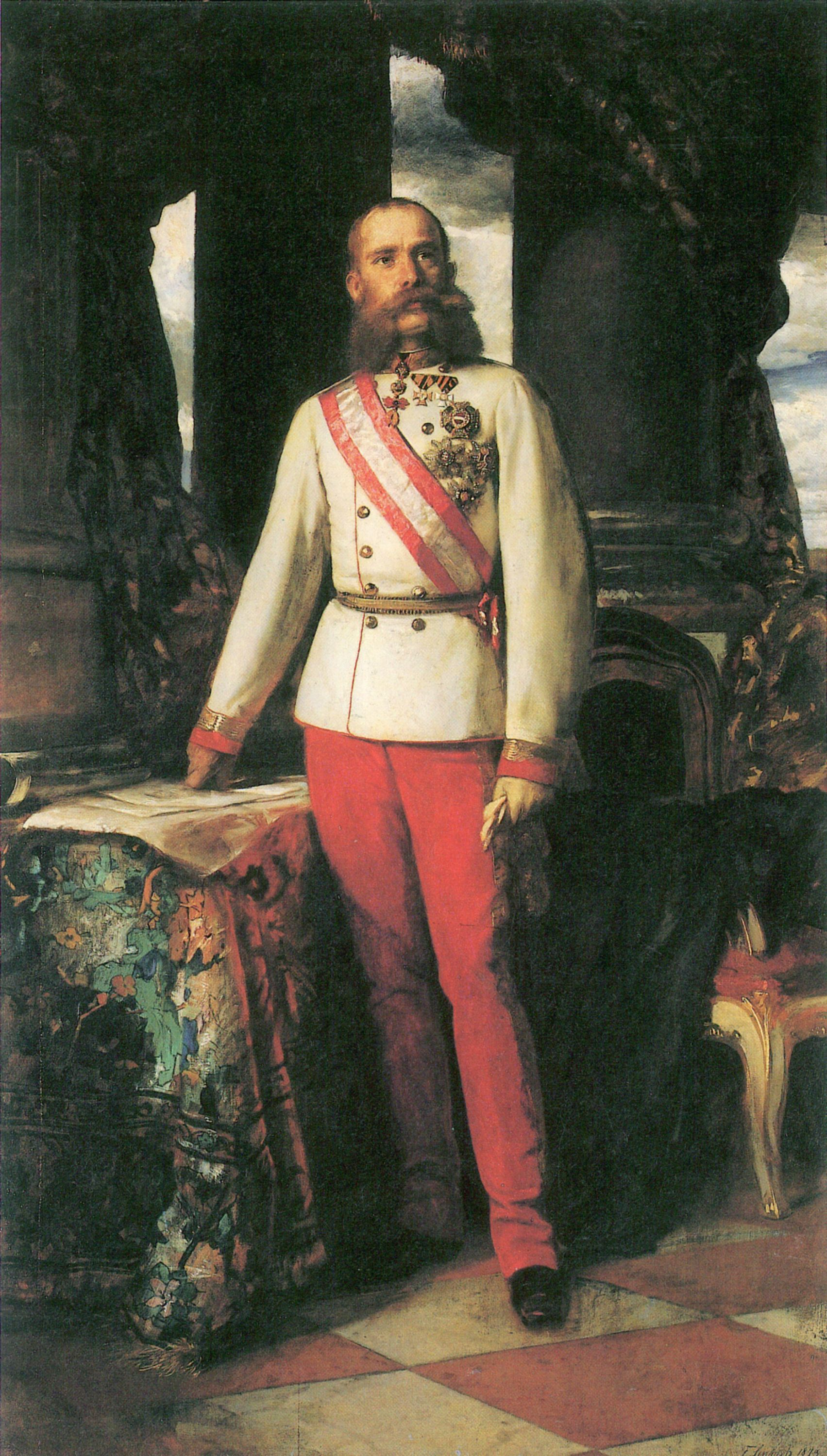
フランツ・ヨーゼフ1世
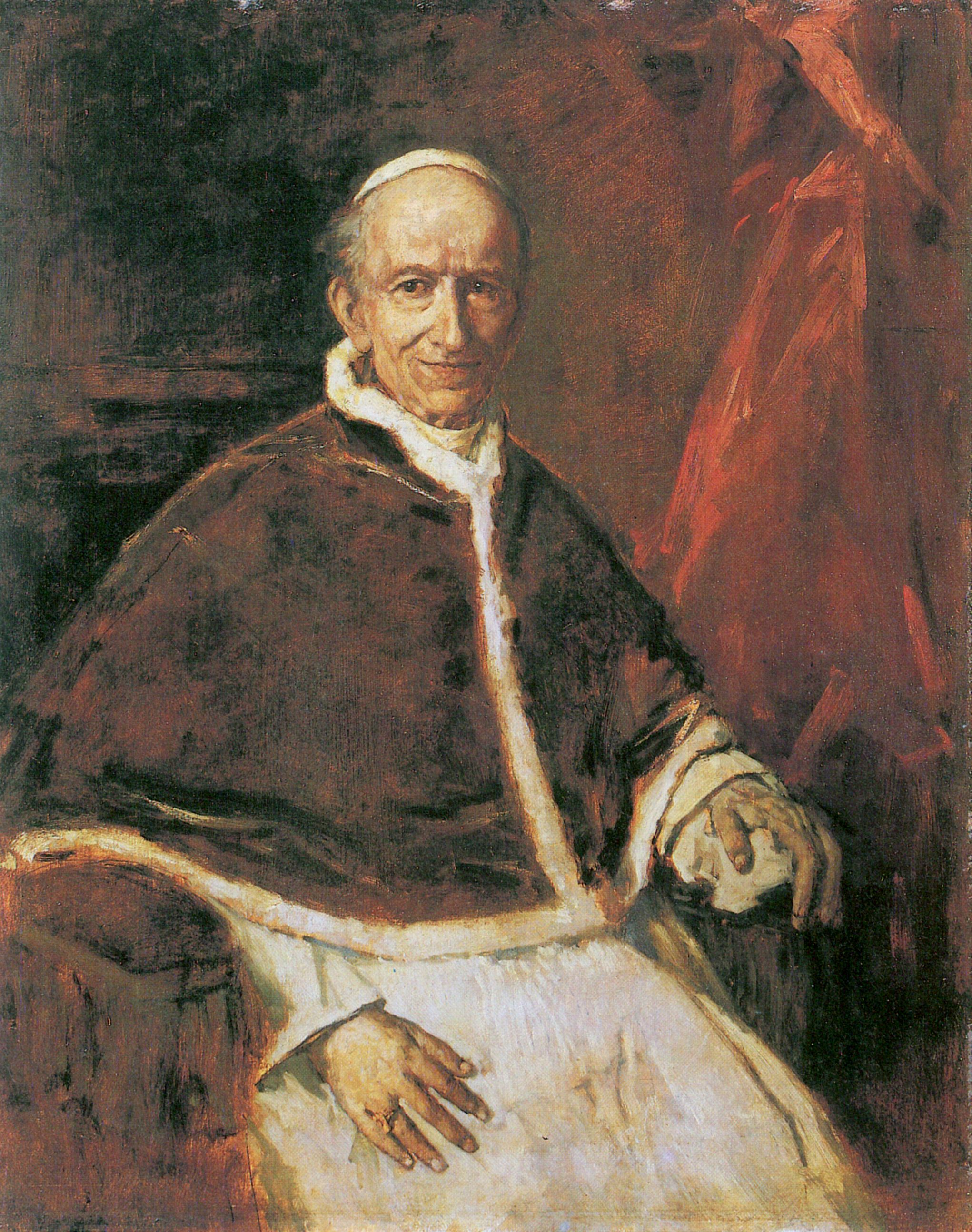
レオ13世の肖像画